# Thomas Charvériat
Thomas Charvériat   (París, 7 de març de 1974) és un artista, director de galeria i director artístic francès que viu i treballa a Xangai, la Xina.

## Formació
Després d'assistir a l'Escola d'Arts Visuals de Nova York i de llicenciar-se en Belles Arts (amb menció en fotografia) l'any 1998, va realitzar un curs de postgrau a la Universitat de Colúmbia, on va cursar un Màster en Belles (escultura) l'any 2000 de la mà de professors com Jon Kessler i Ronald Jones. En aquesta mateixa institució, va fer tasques de professor ajudant. Posteriorment, es va traslladar a Barcelona, ciutat en la qual va obtenir un segon Màster, en aquesta ocasió en Art Digital i amb honors, a l'Institut Audiovisual (UPF).
En l'actualitat, en Thomas Charvériat es troba especialitzat en el comissariat i direcció d'exposicions que promouen l'ús de la interactivitat en l'art.
Com a artista, Charvériat crea instal·lacions animades mitjançant l'ús de GPS, SMS, vídeo, so, dades electròniques i l'humor, tot plegat mitjançant l'interactuació amb l'espectador.

## Exposicions
L'artista, exhibeix regularment en exhibicions internacionals d'art de nous mitjans, com ArtFutura i Observatori. Charvériat ha col·laborat també amb diverses institucions d'art com el Museu de les Ciències Príncep Felip de València (Espanya), el Museu Amadeo de Souza-Cardoso a Amarante (Portugal), el Museu Marítim de Barcelona o el Museu d'Art Contemporani de Xangai (MOCA) per la qual cosa pot afirmar-se que ha treballat en col·leccions públiques i privades a Europa, Amèrica del Nord i Àsia.
El seu treball artístic li ha suposat guanyar algunes beques, honors, premis i una citació a l'excel·lència, així com la recepció de fons de la Fundació Mondrian, La Fundació Rotterdam per les Arts o l'Institut Audiovisual de Barcelona Arxivat 2016-10-11 a Wayback Machine..
D'entre tots els seus projectes, l'anomenat Return Policy Project, dut a terme durant el període d'estudis a la Universitat de Colúmbia l'any 2000, es pot definir com una exploració d'un any sobre la dependència dels consumidors envers l'electrònica. El títol prové d'un mètode consistent en la reutilització de productes electrònics usats. La idea era entrar a la vida d'una persona mitjançant la desviació dels elements essencials per a la seva existència. Aquest projecte es va trobar particularment inspirat en l'Organització per a l'Alliberament de la Barbie, una proposta artística col·lectiva basada en robar les nines Barbie i alterar-ne el seu funcionament per, a continuació, oferir-les a la venda en els supermercats per tal de jugar amb la relació existent entre el consumidor i el productor.

## Com a galerista
Thomas Charvériat fou el director i fundador de Montcada5 a Barcelona i d'island6 Arts Center a Xangai, dos espais sense ànim de lucre dedicats a projectes de suport a artistes emergents. Des de l'any 2004, aquests organismes han ajudat a més de 250 artistes a través d'un creixent laboratori de consultoria tècnica i a un únic programa de residència centrat en la producció d'art. De fet, island6 ha donat suport i ha produït més de 1400 projectes creatius, així com ha organitzat més de 100 exposicions presencials a l'estranger. Des de la fundació de les TIC, island6 va arribar a disposar de 5 ubicacions internacionals, amb tres sucursals a Xangai, una altra a Hong Kong i una darrera a Phuket, Tailàndia, trobant-se en Thomas Charvériat al capdavant com a director i fundador, a més de com a membre contribuent del col·lectiu artístic, Liu Dao. Aquest col·lectiu, creat per Charvériat, té entre els seus principals objectius la creació artística des d'un punt totalment allunyat a l'ego que, de vegades, s'associa a la pràctica artística. En aquest mateix sentit i direcció, el mateix Charvériat ha afirmat en determinades ocasions que "[ser famós] no és l'important. Per això he creat un col·lectiu. L'important és crear, és igual la resta. És una qüestió pràctica la del col·lectiu. La personalitat de l'artista i el seu art són coses completament diferents. És important mantenir l'art pur. En el col·lectiu estem fent art sense posar l'ego per davant." Per a això, Charvériat proposa un procés de creació semblant "al de la indústria cinematogràfica, en què en els crèdits apareixen les diferents activitats i responsabilitats que han enriquit -i conformen l'obra." La creació de Liu Dao per part del francès, podria dir-se, és coherent amb la línia no lucrativa proposada per Charvériat en els seus dos espais. Amb aquest grup, també caracteritzat per la confluència entre "les tècniques clàssiques i la tecnologia moderna", Thomas ha aconseguit guanyar alguns premis, els quals s'han d'afegir als aconseguits com a artista individual. El multidisciplinari treball de Thomas (sempre relacionat amb l'art) no s'ha vist només recompensat mitjançant premis, sinó també amb l'interès general gràcies a la presència en importants fires d'art internacionals i el seu destacat paper en els mitjans dins de semblants esdeveniments.

## Exhibicions seleccionades (com a artista)

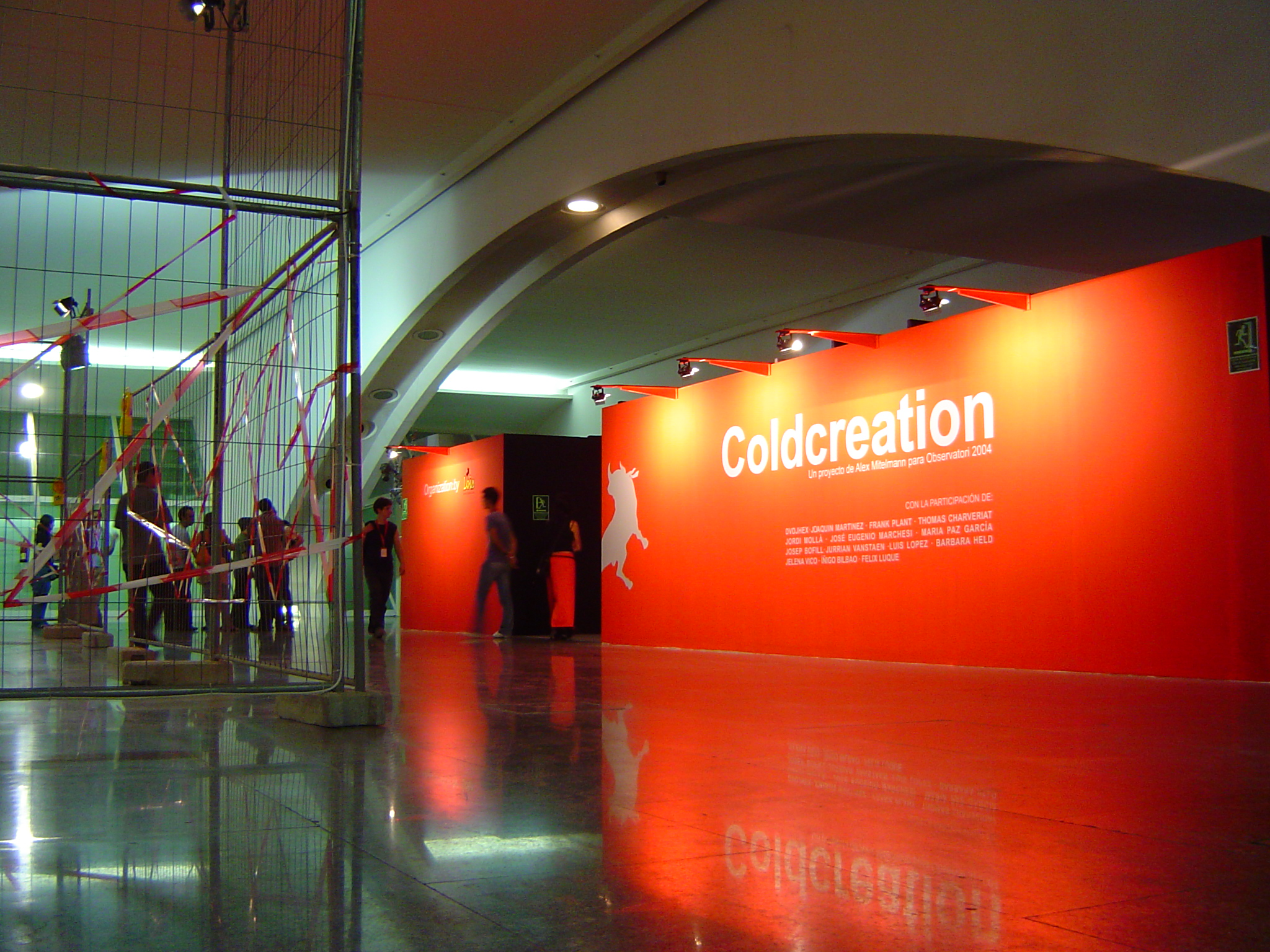
Stand de Coldcreation a Observatori 2004, a la Ciutat de les Arts i les Ciències de València en el que es pot observar el nom d'en Thomas Charvériat com a artista individual

| Any  | Títol                                                  | Espai                     | Localitat geogràfica       |
| ---- | ------------------------------------------------------ | ------------------------- | -------------------------- |
| 2016 | Machine Dreams                                         | island6 Arts Center       | Xangai, Xina               |
| 2015 | Neuro Rhumba                                           | island6 Arts Center       | Xangai, Xina               |
| 2015 | Chi Fan For Charity                                    | island6 Arts Center       | Xangai, Xina               |
| 2013 | Metropolis Rises                                       | Red Gate Gallery          | Pequín, Xina               |
| 2012 | Sin City-Impressions of Shanghai: New Works by island6 | Tally Beck Contemporary   | Nova York, Estats Units    |
| 2011 | Plugged In                                             | Tally Beck Contemporary   | Nova York, Estats Units    |
| 2011 | Middle East, Middle Kingdom                            | Gallery Eternad           | Dubai, Emirats Àrabs Units |
| 2010 | Libido, Mortido                                        | island6 Arts Center       | Xangai, Xina               |
| 2008 | Clouds of Crowds                                       | island6 Arts Center       | Xangai, Xina               |
| 2007 | Eurasia One                                            | island6 Arts Center       | Xangai, Xina               |
| 2006 | Invisible Layers, Electric Cities                      | island6 Arts Center       | Xangai, Xina               |
| 2005 | Art Futura                                             | Mercat de les Flors       | Barcelona, Espanya         |
| 2004 | Observatori 2004 (Curadoría de Coldcreation)           | City of Arts and Sciences | València, Espanya          |

## Exhibicions seleccionades (com a curador)
| Any  | Títol                                                 | Espai               | Localitat Geogràfica |
| ---- | ----------------------------------------------------- | ------------------- | -------------------- |
| 2011 | Omen curadoria compartida amb Pete Bradt              | island6 Arts Center | Xangai, Xina         |
| 2010 | Psychic Apparatus                                     | island6 Arts Center | Xangai, Xina         |
| 2010 | Libido, Mortido curadoria compartida amb Zane Mellupe | island6 Arts Center | Xangai, Xina         |
| 2008 | Clouds of Crowds                                      | island6 Arts Center | Xangai, Xina         |

## Exhibicions seleccionades (com a director artístic)
| Any       | Títol                                                   | Espai                          | Localitat geogràfica    |
| --------- | ------------------------------------------------------- | ------------------------------ | ----------------------- |
| 2016      | Machine Dreams                                          | island6 Arts Center            | Xangai, Xina            |
| 2014-2015 | Blood-Money & Bitches                                   | island6 Marina                 | Phuket, Tailàndia       |
| 2013      | Melted Paraffin Wax                                     | island6 Arts Center            | Xangai, Xina            |
| 2013      | Through The Wormhole                                    | island6 Arts Center            | Xangai, Xina            |
| 2013      | Overload: A Tale Of Officide                            | island6 Hong Kong              | Hong Kong               |
| 2013      | Carriageworks                                           |                                | Austràlia               |
| 2013      | Metropolis Rises                                        | Red Gate Gallery               | Pequín, Xina            |
| 2013      | Body-City-Mechanism                                     | island6 Arts Center            | Xangai, Xina            |
| 2013      | Need, Want, Hunt                                        | island6 Arts Center            | Xangai, Xina            |
| 2012      | The Cat That Eats Diodes Hong Kong                      | island6 Hong Kong              | Hong Kong               |
| 2012      | The Cat That Eats Diodes                                | island6 Arts Center            | Xangai, Xina            |
| 2012      | The Secret Collection of Yüan Meng Ch'ien               | island6 Arts Center            | Xangai, Xina            |
| 2012      | Them That Glide Past Our Windows                        | island6 Arts Center            | Xangai, Xina            |
| 2012      | Wired Blossoms and Electric Angels                      | The Atrium, The Opposite House | Pequín, Xina            |
| 2012      | Across The Waibaidu                                     | island6 Arts Center            | Xangai, Xina            |
| 2012      | Sin City - Impressions of Shanghai: New Work by island6 | Tally Beck Contemporary        | Nova York, Estats Units |
| 2011      | RAM Christmas Project 2011                              | RockBund Art Museum            | Xangai, Xina            |
| 2011      | Goddamned Shanghai                                      | island6 Arts Center            | Xangai, Xina            |
| 2011      | SHContemporary 2011                                     | Shanghai Exhibition Center     | Xangai, Xina            |
| 2011      | Everyday Frenzies 躁动                                  | island6 Arts Center            | Xangai, Xina            |
| 2011      | Spring Floods and Peach Petals                          | The Arts House                 | Singapur                |
| 2011      | Plugged In                                              | Tally Beck Contemporary        | Nova York, Estats Units |
| 2010      | Garden of Autumn Vapours                                | Red Gate Gallery,              | Pequín, Xina            |